# Ousmane Viera
Ousmane Viera Diarrassouba (Daloa, 1986. december 21. –) elefántcsontparti válogatott labdarúgó. Posztját tekintve hátvéd.
Az elefántcsontparti válogatott tagjaként részt vett a 2014-es világbajnokságon és a 2015-ös afrikai nemzetek kupáján.

## Sikerei, díjai
CFR Cluj
- Román kupagyőztes (1): 2008–09

Pandurii
- Román bajnokság második helyezett (1): 2012–13

Elefántcsontpart
- Afrikai nemzetek kupája győztese (1): 2015